# Pentaria trifasciata
Pentaria trifasciata là một loài bọ cánh cứng trong họ Scraptiidae. Loài này được Melsheimer miêu tả khoa học năm 1845.